# حق عینی
حقّ عینی (که از آن با نام حقّ اجتماعی نیز یاد می‌شود)، قاعده یا مجموعه قواعدی است که در مورد افراد یا اجتماعات به‌کار می‌رود و در قبال ضمانت اجرایی‌ای که دارد، باید مورد اطاعت مردم قرار گیرد. مجموعهٔ حقوق عینی، معنایی معادل نظام حقوقی دارد. حق مالی عینی، حقی است که هر شخص، نسبت به اموال عینی خارجی خود دارد. با این توضیح که فرد، می‌تواند هر زمان که بخواهد و بدون اجازه دیگران، از آن مال استفاده کند. مثل حق استفاده از کیف، کفش، ساعت، لباس و غیره.

## حقوق مالی
حق عینی در این معنی، سلطه‌ای‌ست که شخص معیّن نسبت به یک شیء معین مادی دارد و می‌تواند آن را مستقیم و بدون واسطه اجرا کند. دارنده، به موجب این حق می‌تواند در حدود قانون از آن شیء استفاده نماید.
1. شخصی که صاحب حق است، بایستی اهلیت بهره‌مندی از چنین حقی را داشته باشد؛ مثلاً در فقه انسان مرتد اهلیت بهره‌مندی از هیچ نوع حق مالی را ندارد. [نیازمند منبع]
2. چیزی که موضوع حق قرار می‌گیرد و بایستی قابلیت آن را داشته باشد؛ مثلاً مالکیت انسان امروزه در قوانین تمام کشورها غیرممکن است یا مالکیت زمین به موجب اصول مارکسیسم امکان‌پذیر نیست.

## مصادیق حقوق عینی
بارزترین نمونهٔ حق عینی، مالکیت است که به مالک اختیار تقریباً هر گونه تصرفی را در ملک خود می‌دهد. حق انتفاع (که صاحب آن اجازه استفاده از منافع مال دیگری را دارد) و حق ارتفاق که به شخص اجازه عبور از ملک دیگری را می‌دهد، اصلی‌ترین شاخه‌های حق عینی شناخته می‌شوند. حق انتفاع از اشیاء غیر منقوله مثل حق عمری و سکنی و همچنین حق ارتفاق نسبت به ملک غیر از قبیل حق‌العبور و حق المجری و دعاوی راجعه به اموال غیر منقوله از قبیل تقاضای خلع ید و امثال آن تابع اموال غیرمنقول است.